# Élections constituantes de 1946 en Charente
 (signalé en mai 2025).
Si vous disposez d'ouvrages ou d'articles de référence ou si vous connaissez des sites web de qualité traitant du thème abordé ici, merci de compléter l'article en donnant les références utiles à sa vérifiabilité et en les liant à la section « Notes et références ».
- Archive Wikiwix
- Bing
- Cairn
- DuckDuckGo
- E. Universalis
- Gallica
- Google
- G. Books
- G. News
- G. Scholar
- Persée
- Qwant
- (zh) Baidu
- (ru) Yandex
- (wd) trouver des œuvres sur Wikidata

Les élections constituantes françaises de 1946 se déroulent le 2 juin 1946.

## Mode de scrutin
Les députés sont élus selon le système de représentation proportionnelle suivant la règle de la plus forte moyenne dans le département, sans panachage ni vote préférentiel.
Il y a 586 sièges à pourvoir.
Dans le département de la Charente, quatre députés sont à élire.

## Élus
Les quatre députés élus sont : 
| Député élu         | Parti | Parti |
| ------------------ | ----- | ----- |
| Jean Pronteau      |       | PCF   |
| Mariette Brion     |       | PCF   |
| Jacques Furaud     |       | MRP   |
| Augustin Maurellet |       | SFIO  |

## Résultats

### Résultats à l'échelle du département
| Parti          | Parti                                             | Tête de liste      | Résultats | Résultats | Sièges |  |
| Parti          | Parti                                             | Tête de liste      | Voix      | %         | Sièges |  |
| -------------- | ------------------------------------------------- | ------------------ | --------- | --------- | ------ |  |
|                | Parti communiste français                         | Jean Pronteau      | 45 573    | 29,05     | 2      |  |
|                | Mouvement républicain populaire                   | Jacques Furaud     | 33 917    | 21,62     | 1      |  |
|                | Section française de l'Internationale ouvrière    | Augustin Maurellet | 32 022    | 20,41     | 1      |  |
|                | Rassemblement des gauches républicaines           |                    | 18 535    | 11,81     | 0      |  |
|                | Parti républicain de la liberté                   |                    | 14 924    | 9,51      | 0      |  |
|                | Union démocratique et socialiste de la Résistance |                    | 11 908    | 7,59      | 0      |  |
|                |                                                   |                    |           |           |        |  |
| Inscrits       | Inscrits                                          | Inscrits           | 201 703   | 100,00    | 4      |  |
| Votants        | Votants                                           | Votants            | 159 489   | 79,07     |        |  |
| Abstentions    | Abstentions                                       | Abstentions        | 42 214    | 20,93     |        |  |
| Blancs et nuls | Blancs et nuls                                    | Blancs et nuls     | 2 610     | 1,29      |        |  |
| Exprimés       | Exprimés                                          | Exprimés           | 156 879   | 77,78     |        |  |